# Rdeči lazar
Rdeči lazar (znanstveno ime Arion rufus) je vrsta lazarjev, ki najverjetneje izvira iz severozahodne Evrope, a je danes splošno razširjena že po vsej Evropi.

## Opis in biologija
Od drugih lazarjev se rdeči razlikuje po legi dihalne odprtine, ki se pri tej vrsti nahaja na prednjem delu ščita. Obstaja več barvnih različic od oranžne in rdeče, pa vse do rjave ali celo črne. Rob noge je vedno rdeče barve, tipalke pa so temne. Odrasli lazarji dosežejo dolžino med 7 in 14 cm, za premikanje pa izločajo lepljivo sluz.
Jajčeca so sprva bledikasto bele barve, kasneje pa postanejo rumeno-rjava. V premeru merijo okoli 5 mm.
Kot ostale vrste lazarjev se tudi rdeči lazar med premikanjem raztegne, med mirovanjem pa se zvije v polkrog. Je vsejed.

## Galerija
- Temni osebek
- Svetli osebek
- Kopulacija
- Jajčeca